# Confederação Granadina
A Confederação Granadina foi uma república integrada pelos atuais países da Colômbia e do Panamá. Sucedeu a República de Nova Granada, em 1858, vindo a ser sucedida pelos Estados Unidos da Colômbia, em 1863.

## História
A estrutura centralista que se vinha sendo implantada na República de Nova Granada depois da dissolução da Grã Colômbia e que foi ratificada na constituição de 1843, foi rapidamente afetada pelos sentimentos separatistas das diferentes regiões do país, particularmente daquelas mais distantes da capital como foram as que se encontravam na região do Panamá, que desejavam autonomia interna.
É com a reforma de 1853 que se abre a via para o federalismo em Nova Granada. E assim como em 27 de Fevereiro de 1855 que se cria o primeiro estado federal de Nova Granada: Panamá. Prontamente o exemplo foi seguido por Antioquia, que se criou em 11 de Junho de 1856, e Santander, que se formou em 13 de Maio de 1857.
Para evitar o rompimento de Nova Granada, o congresso da república dita a lei de 15 de Junho de 1857 que cria os estados de Bolívar, Boyacá, Cauca, Cundinamarca e Magdalena. O Estado Soberano de Tolima é criado em 12 de Julho de 1861 a partir das províncias ocidentais do estado de Cundinamarca.
Em 1858 se cria uma constituinte de maioria conservadora, na qual nomeia o país como Confederação Granadina, e confirma a Tunja como capital dos estados confederados. Tunja, bastião do patriotismo, voltou a ser por alguns dias uma das cidades mais envolvidas com esse pensamento. Os violentos ataques entre liberais e conservadores desestabilizou a confederação ocasionando que os federalistas perdessem em seguidas ocasiões o poder.
O tiro de misericórdia na Confederação Granadina foi marcada pela oposição dos liberais radicais e o estouro da Guerra Civil de 1860 - 1862 onde Santa Fé de Bogotá novamente assume o papel de capital.
A confederação granadina culmina em setembro de 1863 durante a convenção de Rionegro (Antioquia). Estabelecendo uma república soberana que unifica todos os antigos estados confederados, o chamado Estados Unidos da Colômbia.

## Politica

### A Constituição de 1858
Feita durante o mandato do conservador Mariano Ospina Rodríguez, nesta constituição o país passa a ser conhecido como Confederação Granadina. A confederação estava formada pelos oito estados soberanos. Foi designado mais poder e representatividade para as províncias: cada estados podia ter atributos legislativos independentes e a possibilidade de eleger seu próprio presidente.
Se aboliu a vice-presidencial e se restabeleceu como um designado nomeado pelo congresso. O presidente e os senadores seriam eleitos por um período de quatro anos e a câmara por dois.
Em 1859 é feito uma lei eleitoral que confere ao presidente da confederação o poder de restabelecer presidentes estatais e intervir em questões de ordem publica, e confere ao congresso o poder de julgar as eleições dos estados.

### Convenção de Rionegro
A confederação Granadina chegou ao seu fim em 8 de Maio de 1863, com o outorgamento da constituição de 1863 pela convenção de Rionegro, que chamava oficialmente o país de Estados Unidos da Colômbia e que ditava novas normas, modificando os poderes dos estados e do presidente. Estas medidas que tomaram foi o que os liberais fizeram por temer o grande poder que Mosquera tinha, e por isso a redação de uma nova constituição para limitar suas funções e evitar que se convertesse contra eles, como havia feito com os conservadores. Os radicais liberais defendiam um governo federal em que a autonomia regional e local estivesse protegida, onde não existisse um exercito nacional, a sociedade tivesse direitos e liberdades fundamentais sobre a base da educação e do livre mercado e que não tivesse nenhuma intervenção da Igreja. 

### Presidentes da Confederação Granadina entre 1858 e 1863
3 foram presidentes da Confederação:
| Foto | Presidente               | Período                                   | Partido     | Comentarios                                                  |
| ---- | ------------------------ | ----------------------------------------- | ----------- | ------------------------------------------------------------ |
|      | Mariano Ospina Rodríguez | 22 de maio de 1858 - 1 de abril de 1861   | Conservador | Fundador do Partido Conservador Colombiano                   |
|      | Bartolomé Calvo          | 1 de abril de 1861 - 10 de junho de 1861  | Conservador | Procurador general, designado na ausência do Vice-presidente |
|      | Julio Arboleda Pombo     | 10 de junho de 1861 - 18 de junho de 1863 | Conservador | Procurador general                                           |

## Organização do Território
A Constituição de 1858 definiu a organização política dessa república, estabelecendo que ela seria integrada por oito estados soberanos:
- Estado Soberano de Antioquia: composto pelas províncias de Antioquia, Córdoba e Medellín.
- Estado Soberano de Bolívar: composto pelas províncias de Cartagena, Mompóx e Sabanilla.
- Estado Soberano de Boyacá: composto pelas províncias de Casanare, Chiquinquirá, Tunja, Tundama, e Vélez.
- Estado Soberano de Cauca: composto pelas províncias de Barbacoas, Buenaventura, Chocó, Cauca, Pasto, Popayán, Túquerres e o Território do Caquetá.
- Estado Soberano de Cundinamarca: composto pelas províncias de Bogotá, Mariquita, Neiva, Tequendama, Zipaquirá e o Território de San Martín.
- Estado Soberano de Magdalena: composto pelas províncias de Riohacha, Santa Marta, e Valledupar.
- Estado Soberano do Panamá: composto pelas províncias de Azuero, Chiriquí, Panamá, e Veraguas.
- Estado Soberano de Santander: composto pelas províncias de Cúcuta, García Róvira, Ocaña, Pamplona, Socorro e Soto.